# (15126) Brittanyanderson
(15126) Brittanyanderson (2000 EA44) – planetoida z grupy pasa głównego asteroid okrążająca Słońce w ciągu 3,43 lat w średniej odległości 2,27 j.a. Odkryta 8 marca 2000 roku.